# جون باريت (لاعب كرة مضرب)
جون باريت (بالإنجليزية: John Barrett)‏ هو صحفي رياضي وصحفي ومؤلف بريطاني، ولد في 17 أبريل 1931 في لندن في المملكة المتحدة.

## وصلات خارجية
- جون باريت على موقع رابطة محترفي التنس (الإنجليزية)
- جون باريت على موقع الاتحاد الدولي لكرة المضرب (الإنجليزية)
- جون باريت على موقع كأس ديفيز (الإنجليزية)
- جون باريت على موقع قاعة مشاهير كرة المضرب الدولية (الإنجليزية)
- جون باريت على موقع خلاصة التنس.كوم (الإنجليزية)
- جون باريت على موقع ديسكوغز (الإنجليزية)